# Michael Offei
Michael Shaun Offei (Londres, 4 de outubro de 1966) é um ator britânico. Ele é mais conhecido por estrelar no programa de TV CBeebies.

## Vida pessoal
Michael Offei é descendente de ganeses, e mora em Londres. Ele foi preso por 28 dias em 2012 por não pagar 42.000 
de pensão alimentícia para seus filhos. Foi-lhe dada a sentença depois de não ter comparecido a duas audiências.

## Filmografia

### Filmes
| Ano  | Filme         | Função              | Notas e Prêmios |
| ---- | ------------- | ------------------- | --------------- |
| 2006 | Casino Royale | Obanno's Lieutenant |                 |
| 2007 | Hitman        | Jenkins             |                 |
| 2011 | Ghosted       | Ade's Mate          |                 |

### Televisão
| Ano  | Título           | Função           | Notas      |
| ---- | ---------------- | ---------------- | ---------- |
| 2002 | The Story Makers | Byron Wordsworth | Main role  |
| 2008 | Little Big Cat   | Himself          | Narrator   |
| 2010 | ZingZillas       | Zak              | Voice Role |